# 韓遂
韓 遂（かん すい、？ - 建安20年〈215年〉）は、中国後漢の将軍。字は文約。元の名を韓約。涼州金城郡の人。
後漢後期および末期の関中・隴右地帯において中核を担った人物の一人であり、中平元年（184年）から約20年にわたり続いた隴右叛乱を、ほぼ全期において主導した。涼州に割拠しつつ、時に応じて朝廷に接近あるいは背叛した。羌胡に対する影響力を持ち、軍事行動においては異民族兵を率いることが多かった。

## 生涯

### 涼州大人
霊帝の時代、辺允（辺章）と共に西方で高く評価され、「涼州大人」と称された。上計吏として洛陽に赴いた時、何進に目をかけられた。韓遂は何進に対し宦官を誅滅するように進言したが、何進が従わなかったため、郷里に引き揚げた。
中平元年（184年）11月、涼州で羌族や枹罕・河関の盗賊、宋建・王国らが反乱を起こし、湟中義従胡（漢に帰順した異民族）の北宮伯玉・李文侯を将軍として擁立した。反乱参加者の多くは、かつて中国西北部の辺境における羌討伐に大いに貢献した段熲の元部下であり、高い作戦能力を有するとして脅威と見なされていた。この頃、漢陽長史の蓋勲が阿陽まで防戦に駆り出されていたことから、反乱に対して呼応する動きが同郡内でも拡大しつつあったと見られる。
金城まで到達した反乱軍は降参した振りをして、督軍従事を務めていた辺允・韓遂に面会を求めた。金城太守の陳懿が会いに行かせると、反乱軍は彼ら数十人を人質に取り、護羌校尉の泠征を殺害した。次いで韓遂らを脅し、両者に軍政を委ねると、共に陳懿を殺害し、さらに州郡を焼き払った。このため隴西郡では韓遂らが賊徒になったという噂が飛び交い、涼州が両人に対して懸賞金をかける事態となった。この頃、韓約から韓遂に、辺允から辺章に改名したという。

### 関中進出
中平2年（185年）3月、辺章らは三輔に侵入した。この頃、司徒の崔烈が涼州放棄論を提示したが、傅燮の強い反対を受けて不採用となった。涼州は以前から度重なる羌の反乱への対処に追われ、それにより生じた莫大な戦費が国庫に負担をかけていた。その結果、涼州放棄論が事あるごとに挙げられる事態となっていた。
左車騎将軍の皇甫嵩は朝廷より賊軍討伐を命じられて長安に駐屯したが、成果を挙げられなかったため、7月に罷免された。反乱軍の勢いは増すばかりであった。しかし同年8月、司空の張温が車騎将軍に任じられると、局面に変化が訪れた。皇甫嵩の副将を務めていた董卓は中郎将・破虜将軍となり、周慎は盪寇将軍となって従軍した。また公孫瓚が烏桓突騎を率いて参じたほか、陶謙や孫堅も討伐軍に参加した。諸郡の歩騎あわせて10万余りに及ぶ大軍を率いて、張温らは右扶風の美陽に駐屯した。同じく美陽に着陣した韓遂らは張温・董卓と戦い、はじめは勝利を収めたが、11月に流星があり、それが韓遂らの陣営内を明るく照らしたので、ロバがみな鳴き声をあげた。彼らはそれを不吉だと考え、金城に引き上げようとした。これを好機と見た董卓は、翌日、鮑鴻と共に攻撃し、大敗した韓遂らは楡中へと敗走した。『後漢書』によれば、翌年の中平3年（186年）冬に張温が召し返された後、韓遂は辺章・北宮伯玉・李文侯を殺したという。一方『典略』では、辺章は病死したとある。
中平3年（186年）、反乱軍は再び関中侵攻を行った。殺害された北宮伯玉らの兵は韓遂に吸収された。10万もの数に膨れ上がった反乱軍が隴西を包囲すると、太守の李相如は降伏して反乱軍に加わった。中平4年（187年）4月には涼州刺史の耿鄙が差し向けた討伐軍を破り、ついには耿鄙を殺害した。反乱軍は傅燮が太守を務める漢陽を包囲するまでに至り、王国は元酒泉太守の黄衍を派遣して降伏するよう促したが、傅燮は説得に従わず、出撃して戦死した。一方、耿鄙の部下だった涼州司馬の馬騰は反乱軍へと合流した。王国は韓遂・馬騰と共に反乱の中心人物となり、「合衆将軍」と称した。ただし『英雄記』には、王国らが閻忠を脅して主に擁立し、軍を統率させ、車騎将軍を号させたという記述もある。
中平5年（188年）11月、反乱軍は陳倉を包囲し、皇甫嵩と董卓がその討伐に赴いた。城を攻略できないでいるうちに戦意喪失した王国らの軍は、中平6年（189年）2月、皇甫嵩軍により大破され、王国は死亡した。このとき、韓遂らが王国を主の立場から追放したともいわれる。また彼らは閻忠を脅して新たに主としたが、閻忠が恥辱を覚えるうちに病死したため、主を失った反乱軍は結束力を失い、瓦解した。

### 諸政権との交渉
華嶠『漢書』によれば、董卓は初平元年（190年）、遷都に関する協議で、難色を示す楊彪に対し「辺章・韓約から書状が来た」と言い、彼らの脅威にかこつけて、長安への遷都を正当化しようとしたという。そして遷都後、韓遂は馬騰とともに、関東諸将に対抗する戦力として董卓から招かれた。しかし初平3年（192年）、董卓は呂布に暗殺された。董卓麾下の李傕・郭汜が呂布を追い出して政権を立てると、韓遂・馬騰は李傕らに恭順の意を見せた。韓遂は鎮西将軍に拝命されて金城に帰還し、馬騰は征西将軍となって右扶風郿県に駐屯した。
しかし興平元年（194年）、兵糧の要請を断られたことに怒った馬騰は、朝廷の反李傕勢力や益州牧の劉焉と共同して長安襲撃を計画した。それを聞いた韓遂は両陣営を和解させようとしたが、失敗し、馬騰に合流した。結局、劉焉らとの襲撃計画は外部に洩れ、同年3月、馬騰らは樊稠・郭汜に敗北して撤退したものの、陳倉で樊稠に追いつかれた。韓遂は樊稠に対して「天下の反覆は未だわからないが、我々は同郷なのだから、今は小異があれども、大同に当たるべきだ。少しばかり話がしたい」と伝えさせた。韓遂たちは馬を並べ、長いこと談笑してから別れた。その後、李利から「樊・韓は馬を並べて談笑していました。話の内容はわかりませんが、親密そうな様子でした」との報告を受けた李傕は、樊稠に猜疑心を抱くようになった。韓遂・馬騰は涼州に帰還した。同年4月、慰撫の目的から安羌将軍という将軍号を与えられた。
建安3年（198年）、李傕は段煨らにより誅殺され、曹操陣営が政権の中枢となった。
韓遂は馬騰と義兄弟の契りを結び、当初は極めて親しくしていた。しかし建安初頭頃には、自身の部曲を相手の領地へ侵入させることを互いに繰り返すうち、一転して仇敵どうしとなった。同時期、隴右から関中への進出も行われていた。馬騰が韓遂を破り、一旦逃げた韓遂は、後に反撃して馬騰の妻子を殺したため、和睦は一層困難なものとなった。
建安2年（197年）、曹操は袁紹との戦いを控えていた。関中の動静を憂う曹操に対し、荀彧は「関中の将帥は十を数えますが、結束することはできず、ただ韓遂・馬超が最も強いのです」と告げた。関中の混乱を収めようと、曹操は鍾繇を司隷校尉として派遣し、関中の総指揮を委ねた。鍾繇は長安に拠って張既を使者として派遣し、両者の対立を収めようとした。張既や涼州牧の韋端の仲介により、韓遂は馬騰と争うのをやめ、子を人質として送ることで、曹操に従った。建安7年（202年）、韓遂は征西将軍を拝命し、開府を許された。建安13年（208年）12月、馬騰が入朝して衛尉となり、子の馬超が父に代わって軍勢を統率した。
建安15年（210年）、韓遂は上書して、雍州刺史の邯鄲商を殺害した武威太守の張猛討伐を申し出た。張猛は反撃したが、吏民は韓遂のことを恐れ、韓遂に加勢した。かつて夢占いにより死を予言されていた張猛は、州兵に包囲されると、屋根に上り焼身自殺した。
同じく建安14年、韓遂は部下の閻行を、使者として曹操のもとに送っていた。曹操は閻行を犍為太守とした。閻行はこれに対して、自身の父を宿衛に入れることを申し出た。韓遂のもとに戻ると、閻行は曹操からの伝言を伝えたが、その内容は以下のようなものだった。「文約（韓遂）へ。卿（きみ）が挙兵した時、それが強いられてのものだったことは、私もよくわかっている。早く〔こちらへ〕来い、ともに国朝を匡輔しようではないか」。閻行は韓遂に対して、「私もまた将軍となり、軍を興して以来三十年余りですが、民兵は疲弊し、居るところもまた狭いからには、こちらから早々に降るべきです。かつて鄴に参った際に私自ら父を入朝させましたが、将軍もまた子を一人遣ることで、丹赤（本心）を示すのがよろしいでしょう」と説いた。韓遂は「あと数年は様子を見よう」と答え、子を人質として送った。

### 潼関の戦い
建安16年（211年）3月、曹操は鍾繇の案に乗じ、漢中の張魯征討に出兵するとして、鍾繇・夏侯淵らの軍を関中に進めた。関西諸将はこの動きに対し、曹操陣営は張魯討伐という名目のもと、その通過地点に勢力を持つ自分たちを攻撃するのではないかと危惧した。現に、高柔は「みだりに兵を動かせば、西方の韓遂・馬超は自分たちが目標であると考え、共に扇動して反逆するでしょう。先に三輔を安定させた後で漢中に檄し、平定すべきです」と、曹操の行動を諫めていた。それでもなお曹操が進軍を選んだのは、仮道滅虢の計をとったからだとも解釈されている。当時、関隴地区の中心勢力は二極化し、韓遂・馬超がその主となっていた。両者はいずれも朝廷から官職を授かった身分であり、謀反の嫌疑も存在しないからには、曹操は彼らを征伐する大義名分を立てられないが、彼らが先んじて反乱すれば、関隴攻撃を正当化することができた。
曹操政権は韓遂を利用する傍ら、馬超にも働きかけることで、両者を互いに反目させようと工作していたと見られる。『魏略』によれば、韓遂が張猛討伐に出向いている間、馬超らは謀反すべく結束し、韓遂を都督として擁立した。遠征から帰還した韓遂に対し、馬超は「以前、鍾司隷（鍾繇）は私に将軍（韓遂）を殺すよう命じました。関東の人間はもはや信用できません。私は父を棄て、将軍を父とします。将軍も子を棄て、私を子とされよ」と語ったとされる。参加しないようにという閻行の諫めに対し、韓遂は、「諸将は諮らずとも意を同じくしている。これは天命であろう」と言い、連合に同意した。

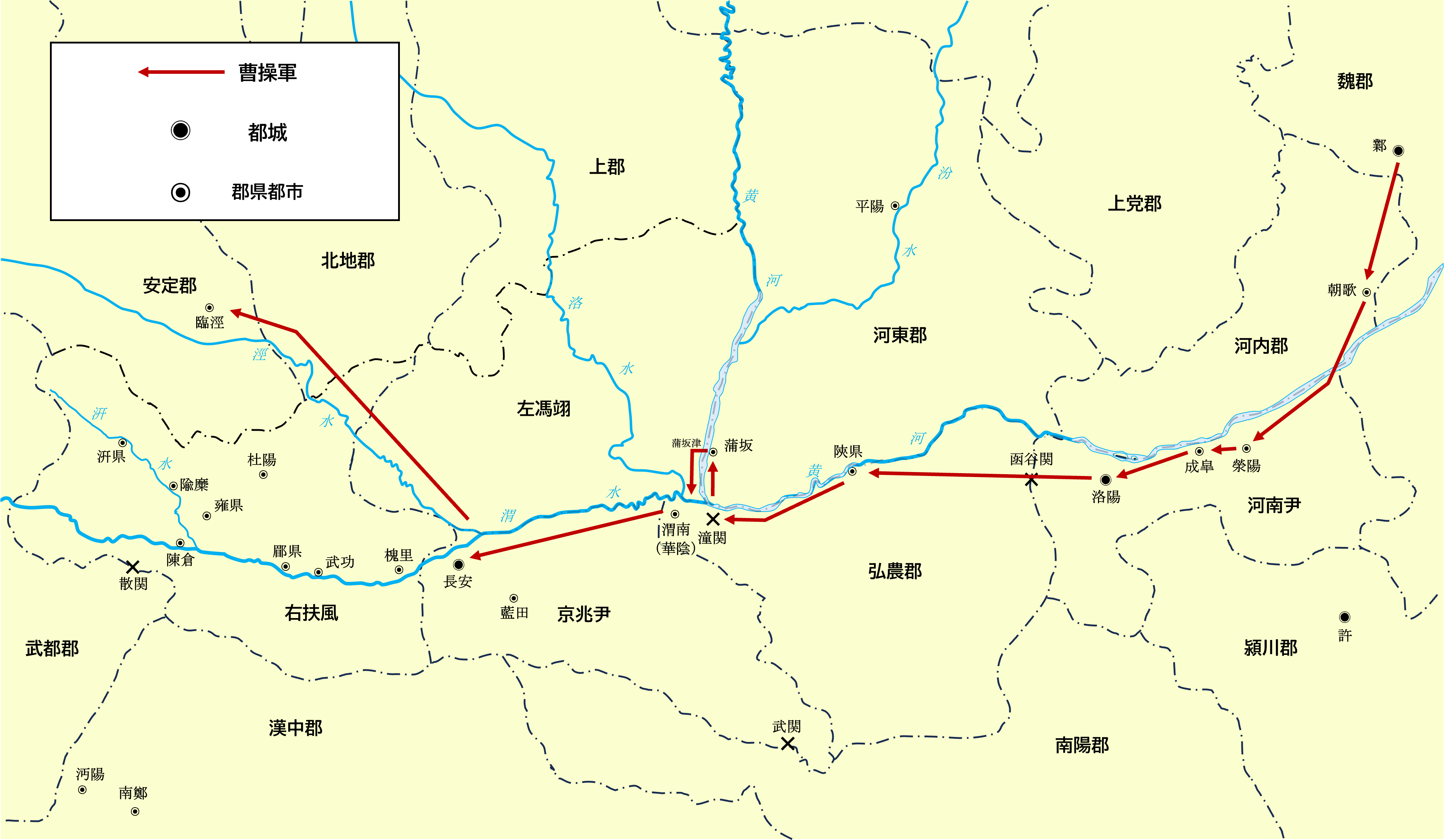
曹操軍の進軍経路

韓遂および馬超・楊秋・成宜・李堪らあわせて十部の関西諸将は、10万の軍勢をもって反逆した。杜畿が太守を務める河東を除き、弘農・左馮翊の郡県が相次いで呼応した。韓遂らは潼関の西に布陣し、曹操の派遣した曹仁が防戦した。8月から閏8月にかけて、曹操軍は黄河を北に渡っていったが、このとき、殿となった曹操は馬超に急襲され、あやうく命を落としかけた。
『山陽公載記』によれば、曹操軍が北進を済ませ、次いで蒲阪から西へ渡河しようとした際、馬超は「渭北（渭水北岸）にて敵軍を渡らせずにおくべきです。20日と経たずに河東の兵糧は尽き、敵は必ずや撤退することでしょう」と主張した。しかし韓遂は「渡河させてやって、水中で苦しむのを見るのも愉快ではないか」と言って賛同しなかったため、馬超の案は実現しなかった。この話を聞いた曹操は馬超の存在をいっそう警戒し、「馬（ば）の小僧が死ななければ、私には葬られる土地も無い」と語ったという。
曹操ははじめ、黄河以西の土地の割譲および講和、さらに人質の提供という関西連合軍の要請に応じてこなかったが。9月、賈詡の提案した離間策を採用し、韓遂・馬超に対して会談を持ちかけた。
韓遂は曹操に対して、お互い単騎での会談を求めた。韓遂は、父が曹操と同年の孝廉で、自身は曹操とは同時期に挙兵した間柄だったことから、昔話に興じては、手を打って歓笑した。しかし軍事に関することは話題に上がらなかった。またこのとき、韓遂らの将兵たちが非漢族も含めて後方に控えており、曹操のことを一目見ようとひしめき合っていた。曹操はこの様子を見て笑い、「お前たちは曹公のことが見たいのか？ 他の人間と似たようなものだぞ。目が四つであったり口が二つあったりするわけではない、ただ少しばかり知恵があるというだけのことだ」と言ったという。
会見が終わり、馬超らが「公は何と言ったのか」と問うと、韓遂は「なんということはない」と答えた。また後日、曹操は韓遂のもとへ、改竄の痕跡を故意に多数残してある状態の書状を送りつけた。これにより韓遂はますます疑われた。関西連合軍の足並みの乱れに乗じて、曹操は馬超らを攻撃し、大敗した韓遂・馬超は涼州に逃亡した。曹操は、人質である韓遂の子と孫を皆殺しにした。

### 夏侯淵との戦い
敗戦後、韓遂は金城に帰った。曹操は閻行の家族を誅殺しておらず、閻行に手紙を送ることでゆさぶりをかけた。
閻行の父が曹操のもとにいることを知った韓遂は、閻行が裏切らないよう、自分の娘を無理やり嫁がせた。曹操は閻行のことを疑いだした。
馬超は諸戎（西方の諸非漢族）を率いて再び蜂起し、漢陽の郡治である冀県を除いた隴上のほぼ全域を掌握した。馬超は冀城を包囲し、ついには涼州刺史の韋康を殺害した。夏侯淵は遅れて救援に赴いたが劣勢に追い込まれ、撤退した。しかし建安18年（213年）8月、馬超は楊阜ら現地の士大夫層に離反されて退路を絶たれ、漢中の張魯を頼った。

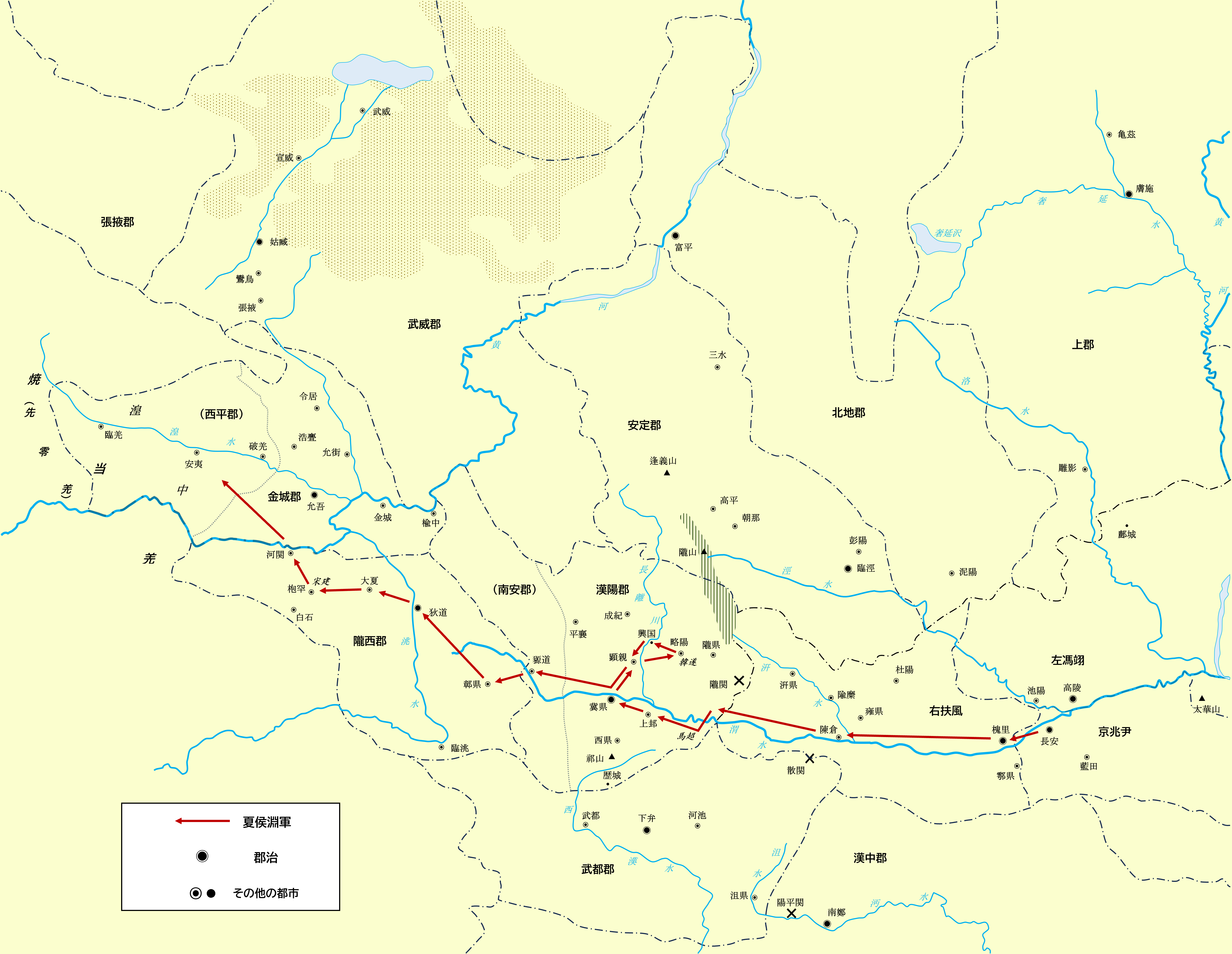
夏侯淵軍の進軍経路（214年）

建安19年（214年）、馬超は漢中から出兵して祁山を攻めたものの、夏侯淵の救援軍が来ると交戦しないうちに撤退した。韓遂はそのとき顕親にいたが、夏侯淵が攻めようとすると逃げた。夏侯淵軍はそれを追って略陽までたどり着いた。興国では、百頃氐王の千万が馬超の蜂起に呼応して反乱を起こしていた。千万と合流した韓遂は、長離羌などを含む軍勢を率いて攻撃に転じた。
夏侯淵軍は、精兵を連れる韓遂と守りが固く攻めづらい興国という二つの目標を前にしていた。前者を攻撃することを選んだ夏侯淵は、野戦に持ち込むべく、まず韓遂に従う羌が住む長離に進軍して、集落を焼き払い、住民を殺害あるいは捕獲した。これにより、韓遂軍に属する羌兵は離散した。韓遂は救援のために長離へ向かい、夏侯淵軍と対峙した。夏侯淵は陣営や塹壕を築くことなく攻勢をかけ、韓遂軍は大敗した。韓遂は西平に逃れた。その後、興国において夏侯淵軍に包囲された千万は、馬超のあとを追って蜀に向かった。
韓遂から西平を任されていた閻行は、韓遂が湟中にいる際に彼を殺そうと考え、部曲を率いて背いた。夜間、韓遂は閻行の襲撃を受けたものの、暗殺は失敗し、閻行は家族を連れて曹操に降伏した。韓遂が「丈夫が難儀するのに、禍いが婚姻から生じるとは！」と嘆息し、「今や親戚は離反し、衆も少なくなってしまった。羌中から西南に出て、蜀に行くほかなかろう」と言うと、腹心の成公英は、「軍を興して数十年、今は負けたとはいえ、どうして自らの門を棄てて他人を頼ろうというのですか！」と返した。「私は老いた。子（きみ）はどうしようというのだ」と尋ねる韓遂に対して、成公英は「曹公（曹操）は遠来できず、〔相手は〕夏侯（淵）のみです。夏侯の衆は我々に追いつけず、また長く留まることもできません。羌中にて休息を取ることで、夏侯淵が去るのを待つのです。旧知の者を招き、羌胡を集めれば、なお見込みはありましょう」と主張し、韓遂はそれに従った。
このとき韓遂には男女数千人がいまだ従っており、また羌は韓遂に恩があったため、彼のことを保護した。夏侯淵は軍を引く際、閻行に後方を援護させた。韓遂はあわせて数万の羌胡と共に、閻行へ攻撃を加えようとしていた。

### 隴右平定
しかし建安20年（215年）、韓遂は死亡した。『典略』によれば、韓遂は32年間にわたって乱をなし、死亡時の年齢は70歳を過ぎていた。『三国志』によれば、西平・金城の諸将である麹演・蒋石が韓遂を殺害した。その首は、建安20年（215年）5月、漢中攻略のため武都にいた曹操のもとに届けられたという（陽平関の戦い）。一方『魏略』によれば、韓遂は軍勢を失い、西平の郭憲を頼った。現地の諸将は功績目当てに韓遂を殺そうとしたが、郭憲は「人が窮地に至って私のもとに来たというのに、どうして彼に危害を加えようというのか」と言って怒り、韓遂を保護した。後に韓遂が病死すると、田楽・陽逵が韓遂の首を斬り落として曹操に贈ったという。前後して建安19年（214年）10月、枹罕において独自政権を打ち立てていた宋建は、夏侯淵により滅ぼされた。こうして隴右は平定されたが、隴右に対する支配体制は実際のところ整わず、漢族・非漢族による反乱が相次ぐ不安定な情勢が曹魏初期まで続いた。
建安21年（216年）に発された、呉将に帰順を迫る陳琳「檄呉将校部曲文」では、曹操の軍事力を誇示するにあたり、隴右の各抵抗勢力を撃滅したことが雄弁に述べられている。

## 三国志演義における韓遂
小説『三国志演義』では、董卓残党との抗争時に馬騰の同盟者として登場し、史実と同様に昔馴染みの樊稠に見逃してもらっている。その後、赤壁の戦い時に群雄として健在である事が語られる。馬騰が謀殺された後、馬超の忠実な同盟者として、八将（楊秋・侯選・張横・程銀・成宜・李堪・馬玩・梁興）を率いて曹操と戦う。しかし、手下八部の内の3名を失うなど苦戦し、最後は賈詡の離間の計に嵌まり、曹操と内通し怒った馬超によって左腕を斬り落とされてしまう。その後は曹操に降伏して関内侯に封じられ、夏侯淵と共に涼州に留まる事になっている。また、年齢は史実と異なり40歳（172年生まれに相当）という設定である。

## 韓遂を題材とした作品
- 宮城谷昌光「韓遂」『三国志外伝』（文藝春秋〈文春文庫〉、2016年。ISBN 9784167907099)